# Сарос, Юусе
Ю́усе Са́рос (фин. Juuse Saros; род. 19 апреля 1995, Форсса, Финляндия) — финский профессиональный хоккеист, вратарь клуба НХЛ «Нэшвилл Предаторз». Игрок сборной Финляндии.

## Клубная карьера

### ХПК
Юусе Сарос — воспитанник клуба ХПК. В финской хоккейной лиге дебютировал в сезоне 2013/14. В конце сезона получил приз лучшему новичку лиги памяти Ярмо Васамы.

### Нэшвилл Предаторз
На драфте НХЛ 2013 года игрок был выбран клубом «Нэшвилл Предаторз» в четвёртом раунде под общим 99-м номером. На драфте КХЛ 2015 года был выбран клубом «Динамо» Минск. Летом 2015 года игрок подписал трёхлетний контракт новичка с «Нэшвиллом».
28 ноября 2015 года провёл первый матч в НХЛ в игре против «Баффало Сейбрз», отразив 20 бросков из 23. По окончании сезона 2015/16 был включён в символическую сборную новичков АХЛ.
22 октября 2016 года провёл второй матч в НХЛ и одержал для себя первую победу в игре против «Питтсбург Пингвинз», отразив 34 броска из 35. Также он стал третьей звездой матча. 30 декабря финн одержал первую «сухую» победу в НХЛ, отразив все 25 бросков по своим воротам. Благодаря этому он стал первой звездой дня в НХЛ. Также Сарос стал самым молодым вратарём в истории «хищников», сыгравшим на ноль. Вместе с «хищниками» Сарос дошёл до Финала Кубка Стэнли, где дважды вышел на замену Пекке Ринне, который провёл неудачные матчи против «Питтсбурга».

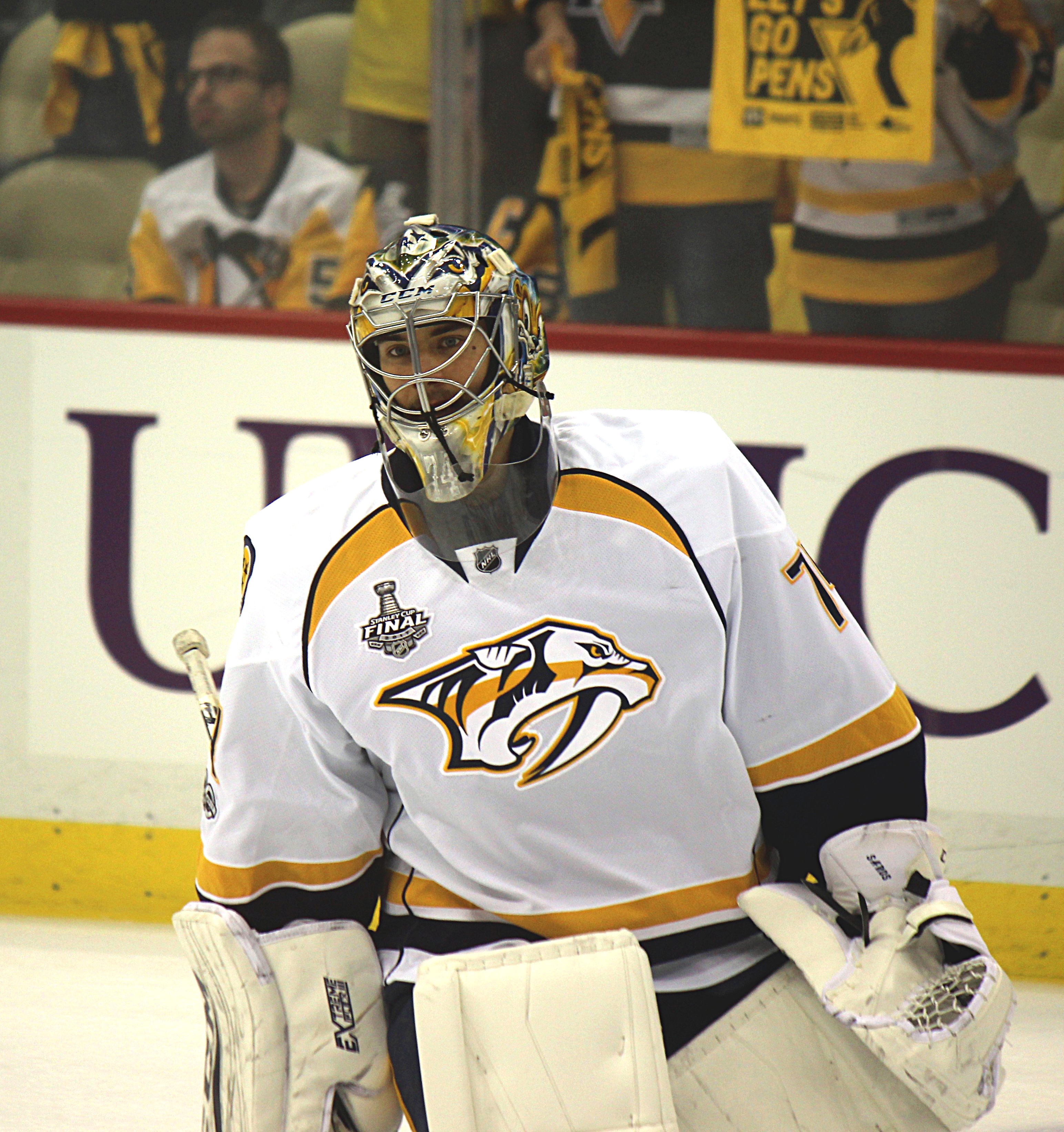
Сарос в Финале Кубка Стэнли-2017

14 декабря 2017 года Сарос отразил все 46 бросков по своим воротам, что позволило ему установить новый рекорд клуба по сэйвам при «шатауте», который ранее принадлежал Дэну Эллису, отразившему 43 броска в матче с «Коламбусом» в марте 2008 года. Также Сарос вновь был признан первой звездой дня в НХЛ. В январе 2018 года финн сделал второй в сезоне «шатаут» с 40+ сэйвами и установил рекорд «Нэшвилла», став первым в истории клуба вратарём, которому покорилось данное достижение. Этим же днём Сарос был признан первой звездой дня в НХЛ третий раз в карьере. В плей-офф Кубка Стэнли 2018 Юусе четырежды выходил на замену Пекке Ринне, в том числе и на одиннадцатой минуте седьмого матча второго раунда против «Виннипег Джетс». Эта замена вратаря стала самой ранней за всю историю седьмых матчей плей-офф НХЛ. По окончании сезона Сарос был включён в символическую сборную новичков сезона 2017/18. В сезоне 2017/18 Юусе также провёл 9 матчей в АХЛ, а сменщиком Ринне в  «Нэшвиле» на время игр Сароса в фарм-клубе был Андерс Линдбек.
Удачно проведя сезон 2017/18 подписал новый 3-летний контракт с «Нэшвиллом» на общую сумму $ 4,5 млн.

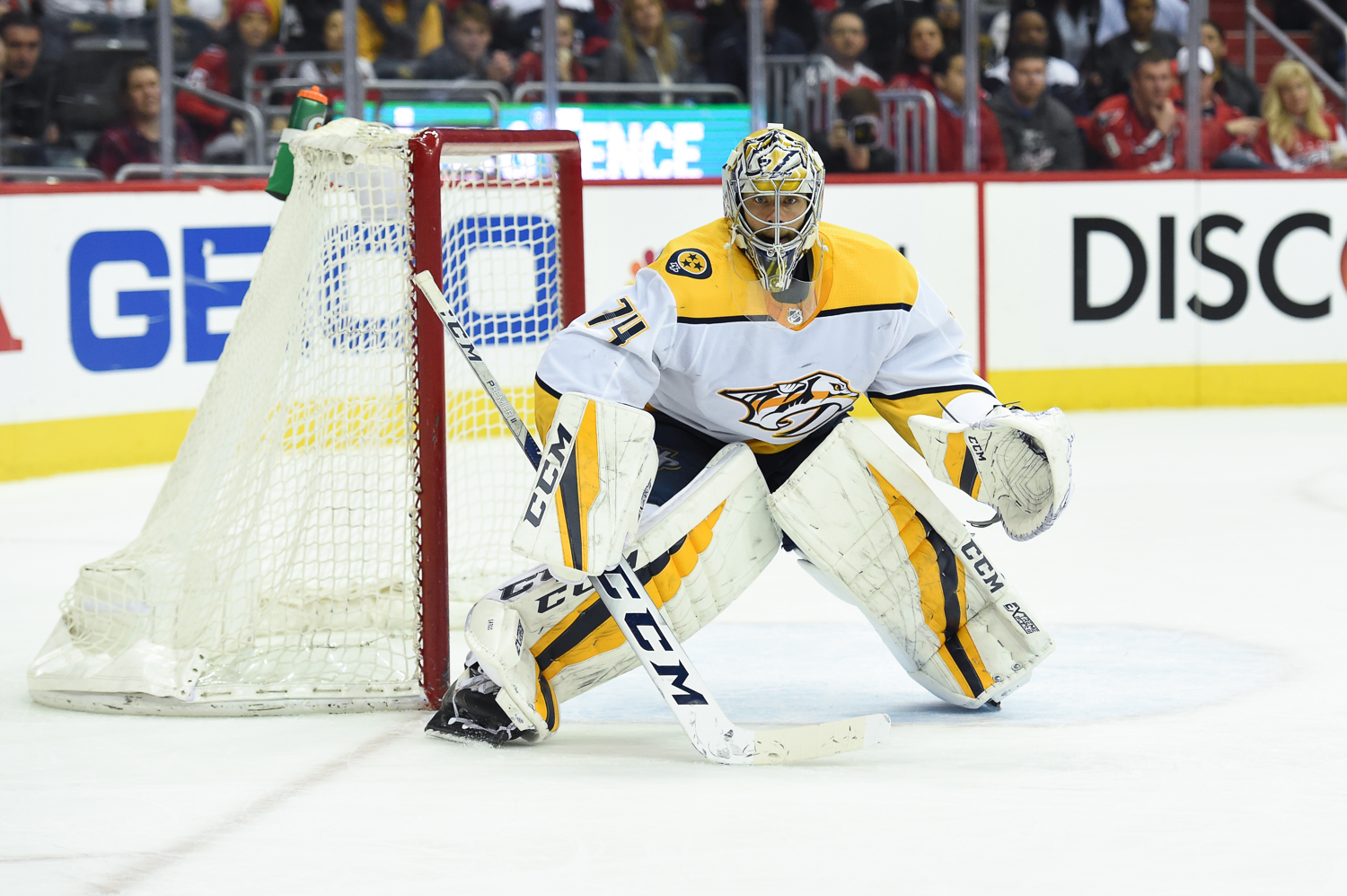
Сарос в 2018 году

В сезоне 2019/20 Сарос стал основным вратарём «Предаторз», выйдя в том числе во всех матчах квалификационного раунда против «Аризоны Койотис», однако «хищники» проиграли серию «койотам» в четырёх матчах. Из-за этого прервалась серия Пекки Ринне из 89 игр в старте в плей-офф, которая началась в 2010 году.
21 мая 2021 года финн отразил 52 броска по своим воротам из 56 в третьем матче серии первого раунда Кубка Стэнли против «Каролины Харрикейнс», повторив рекорд «Предаторз» по количеству сэйвов в матче плей-офф, установленный Дэном Эллисом в 2008 году. Через 2 дня Сарос установил новый рекорд, отразив 58 бросков из 61. По окончании сезона Сарос занял 6-е место в номинации на Везину Трофи, награду лучшему вратарю, набрав в общей сумме 10 очков и получив в голосовании одно второе место и семь третьих. На драфте расширения 2021 Сарос был защищён «Нэшвиллом».
16 августа 2021 года, будучи ограниченно свободным агентом, продлил соглашение с «Нэшвиллом» на 4 года на общую сумму $ 20 млн. Ранее Юусе обратился в арбитраж, однако стороны заключили контракт за 2 дня до него.
В сезоне 2021/22 стал главной причиной попадания «Нэшвилла» в плей-офф, проведя 67 матчей за сезон, в которых одержал 38 побед со средним показателем отражённых бросков 0,918 %. Однако перед плей-офф в матче против «Калгари Флэймз» получил лодыжки травму и не смог продолжить сезон. По окончании сезона занял третье место среди номинантов на Везина Трофи , приз лучшему вратарю регулярного чемпионата.
В сезоне 2022/23 в матче регулярного чемпионата против «Харрикейнз» отразил 64 сейва из 67, что позволило финну установить рекорд среди вратарей «Предаторз» по числу отраженных бросков за один матч. Также это стало лучшим показателем в 21-м веке и третьим в истории лиги. В следующем матче Юусе отразил 38 бросков за матч, а 102 сейва за 2 игры подряд также являются лучшим достижением вратаря в 21-м веке. По ходу сезона «Нэшвилл» продал нескольких игроков (Экхольма, Жанно, Нидеррайтера, Гранлунда) и формально выбыл из гонки плей-офф, однако несмотря на это усилия Сароса держали «хищников» на плаву вплоть до последних игр чемпионата. По окончании сезона Сарос занял четвёртое общее место в номинации на Везина Трофи, получив два первых голоса. Также «Предаторз» номинировали его на Кинг Клэнси Трофи.

## Международная карьера
Выступал за юниорскую и молодёжную сборные Финляндии, на юниорском чемпионате мира 2013 года в Сочи был признан лучшим вратарём турнира. На МЧМ-2014 был включён в тройку лучших игроков сборной Финляндии.
Юусе Сарос попал в заявку сборной Финляндии на чемпионат мира 2014 года, но не сыграл ни одного матча. Соответственно, дебют на мировом первенстве вратаря состоялся в 2015 году, в матче против Словакии, который Сарос отстоял на ноль. НА ЧМ-2016 провёл 2 матча за основную сборную не пропустив ни единой шайбы и стал обладателем серебряной медали.

## Личная жизнь
25 июля 2023 года Сарос женился на Минне Варис.

## Достижения
- Бронзовый призёр юниорского чемпионата мира (2013).
- Победитель молодёжного чемпионата мира (2014)
- Серебряный призёр чемпионата мира (2014)
- Лучший вратарь юниорского чемпионата мира (2013)
- Трофей Ярмо Васами — лучший новичок Лииги (2014)
- Символическая сборная новичков Jr. A SM-Liiga (2013)
- Символическая сборная новичков АХЛ (2016)
- Символическая сборная новичков НХЛ (2018)